# Апостольская церковь Христа
Апостольская церковь Христа (англ. Christ Apostolic Church, CAC) — протестантская пятидесятническая церковь, базирующаяся в Нигерии. Церковь объединяет 5 млн прихожан по всему миру.
Штаб-квартира организации расположена в городе Лагос, Нигерия.
Религиоведы относят церковь либо к группе апостольских пятидесятников, либо к независимым африканским пятидесятническим церквам.

## История
Корни движения уходят в «движение исцеления», получившего распространение в Нигерии в 1917-18 годах. Обновленческие молитвенные группы, исповедующие веру в божественное исцеление, возникали в англиканских общинах на юге страны. В начале 1920-х годов подобные группы стали выходить из англиканской церкви, отказавшись от практики крещения младенцев и использования лекарств. В 1930-х годах большая часть подобных общин вошли пятидесятническую Апостольскую церковь Великобритании, сформировав Апостольскую церковь Нигерии. Однако в 1940-41 годах часть церквей во главе с Джозефом Бабалолой (1906—1959) вышла из объединения. В 1942 году они сформировали Апостольскую церковь Христа. Бабалола, механик парового катка, с начала 1930-х годов был ключевой фигурой охватившего страну движения возрождения. С колокольчиком и Библией в руках он обходил прибрежные районы Нигерии, проводя массовые служения исцеления и проповедуя отказ от идолопоклонства, важность молитвы и поста. Служение Бабололы часто сопровождалось публичным сжиганием фетишей традиционных африканских верований.
Деятельность Бабалолы встревожила колониальные власти и они арестовали его. Длительное время церковь испытывала преследование со стороны властей. Однако ни арест, ни смерть лидера в 1959 году не смогли остановить рост движения.
К 1990 году в Нигерии число последователей Апостольской церкви Христа превысило 1 млн. В середине 1990-х в Нигерии церковь объединяла 6,8 тыс. общин, 700 тыс. крещённых членов и 2 млн верующих. Большинство из них по этнической принадлежности относятся к йоруба (74 %). Остальные верующие принадлежат другим этническим группам Нигерии — игбо и иджо (вместе — 15 %), бини, урхобо и итсекири (вместе — 5 %), эфик и ибибио (вместе — 3 %).
В Нигерии церкви принадлежат ряд общеобразовательных средних школ, а также Нигерийский христианский университет (высшее светское учебное заведение).
В настоящее время общины Апостольской церкви Христа действуют также в Гане, Кот-д’Ивуаре, Либерии, Съерра-Леоне, ЮАР, Того, Чаде, Бенине, Гамбии, Гвинее, Сенегале. Для африканских эмигрантов открыты филиалы в США, Великобритании (23 церкви), Австралии, Канаде (5 церквей), Германии (3 церкви), Нидерландах (1 церковь), Италии (1 церковь), Ирландии (1 церковь), Австрии (1 церковь), Франции (1 церковь), Россия (1 церковь).
С 2012 года генеральным президентом церкви является пастор Акиносун.

## Вероучение и практика
В отличие от других независимых африканских пятидесятников, вероучение Апостольской церкви Христа более христоцентрично и акцентировано на Библии. Служители церкви получают духовное образование в богословской семинарии в Ифе и ряде библейских колледжей. В церковных обрядах не используются традиционные африканские одежды.
Членам церкви категорически запрещено употребление алкоголя и табака. Также не приветствуется использование лекарственных препаратов, что рассматривается как «маловерие». Осуждается многожёнство. Крещение преподаётся только по достижению сознательного возраста.
В апостольской церкви Христа широко распространены пятидесятнические практики — крещение Духом Святым с говорением на иных языках, пророчество, исцеления, видения.